# 산천정사
산천정사(山泉精舍)는 경상북도 안동시 남선면 현내리에 있다. 2010년 3월 12일 안동시의 문화유산 제34호로 지정되었다.